# Bì Đô
Bì Đô (郫都区 Hán Việt: Bì Đô khu), biệt danh Quyên Thành (鹃城) là một quận thuộc thành phố Thành Đô, Cộng hoà Nhân dân Trung Hoa. Quận này có diện tích 437,5 km2, dân số năm 2013 là 526.200 người, mã số bưu chính 611700. Trụ sở chính quyền quận đóng tại trấn Bì Đồng. 

## Hành chính
Quận Bì Đô được chia thành các đơn vị hành chính gồm 16 đơn vị hành chính cấp hương, gồm 3 nhai đạo và 13 trấn: 
Bì Đồng, Tập đoàn, Tê Phố, Hoa Viên, Đường Xương, An Đức, Tam Đạo Yển, Yên Tĩnh, Hồng Quang, Hợp Tác, Tân Dân, Đức Nguyên, Hữu Ái, Cổ Thành, Đường Nguyên.